# Віктор Гайссерт
Вільгельм Ойген Віктор Гайссерт (нім. Wilhelm Eugen Victor Gaißert; 5 січня 1879, Штутгарт — 21 березня 1945, Вісбаден) — німецький офіцер, генерал-лейтенант вермахту.

## Біографія
Син директор поліцейського училища Ойгена фон Гайссерта і його дружини Берти, уродженої Гайсслер. 24 березня 1896 року вступив у Саксонську армію, служив в піхоті. 15 квітня 1913 року відряджений в 3-й батальйон цепелінів. З 1 жовтня 1913 року — командир 2-го батальйону цепелінів, одночасно з 6 жовтня 1913 по 15 березня 1914 року був відряджений на будівництво цепелінів. 
Учасник Першої світової війни. З 14 серпня 1914 року — командир училища командирів цепелінів. З 8 жовтня 1914 року — командир цепеліна Z X, з 2 лютого 1915 року послідовно командував цепелінами Z XIII, LZ 19 і LZ 101. В 1917 році відряджений в штабу групи армій кронпринца, потім — в штаб командувача-генерала повітряним транспортом і в 42-й польовий батальйон цепелінів. З 1 жовтня 1917 року — командир 42-го польового батальйону цепелінів, з 1918 року — 15-го батальйону цепелінів. З 24 березня по 5 грудня 1918 року — командувач цепелінами 2-ї армії. Після демобілізації армії залишений в рейхсвері, служив в мототранспортних частинах. 28 лютого 1931 року вийшов у відставку.
26 серпня 1939 року призваний на службу і призначений комендантом табору для інтернованих осіб у Нюрнберзі (Internierungslagers XIII). З 22 листопада 1939 року — комендант табору для військовополонених офіцерів 12.А в Гадамарі (Oflag XII.A). З 15 квітня 1940 року — комендант табору для військовополонених 12.А в Лімбурзі (Stalag XII.A Limburg). З 19 липня 1940 року — начальник 9-го районного управління у справах військовополонених у Франції (Kriegsgefangenenbezirks IX in Frankreich). З 24 червня 1941 року — начальник управління у справах військовополонених Командування військ в Прибалтиці (Kriegsgefangenen im Bereich des Wehrmachtbefehlshaber Ostland). 1 листопада 1942 року відправлений у резерв ОКГ, 31 січня 1943 року — у відставку. Помер від атеросклерозу. Похований у Вісбадені.

## Звання
- Фенріх (24 березня 1896)
- Лейтенант (21 липня 1897)
- Оберлейтенант (23 вересня 1905)
- Гауптман запасу (20 березня 1912)
- Майор (2 вересня 1917)
- Оберстлейтенант (1 жовтня 1926)
- Оберст (1 жовтня 1929)
- Генерал-майор запасу (28 лютого 1931)
- Генерал-майор до розпорядження (1 грудня 1940)
- Генерал-лейтенант до розпорядження (1 квітня 1942)

## Нагороди
- Залізний хрест 2-го і 1-го класу
- Військовий орден Святого Генріха, лицарський хрест (2 лютого 1916)
- Орден Альберта (Саксонія), лицарський хрест 1-го класу з мечами
- Орден Фрідріха (Вюртемберг), лицарський хрест 1-го класу з мечами
- Ганзейський Хрест (Гамбург)
- Військова медаль (Османська імперія)
- Орден «За хоробрість» 4-го ступеня, 2-й клас (Болгарія)
- Нагрудний знак «За поранення» в чорному
- Пам'ятний знак для екіпажів дирижаблів
- Медаль «За вислугу років» (Саксонія)
- Почесний хрест ветерана війни з мечами
- Хрест Воєнних заслуг 2-го і 1-го класу з мечами